# Schweizer Radio International
Schweizer Radio International (SRI), anfangs «Schweizerischer Kurzwellendienst (KWD)» (bis zur Umbenennung 1978), war der Auslandsdienst der Schweizerischen Radio- und Fernsehgesellschaft (SRG). Der Sender hatte die Aufgabe, ein umfassendes Bild der Schweiz im Ausland zu vermitteln und eine Verbindung zwischen Ausgewanderten und ihrer früheren Heimat herzustellen sowie zu pflegen. Am 30. Oktober 2004 wurden die Rundfunksendungen zugunsten einer medialen Darstellung per Internet auf swissinfo komplett eingestellt.

## Geschichte
In den 1930er-Jahren startete die Schweiz erste reguläre Sendungen auf Kurzwelle. 1935 erfolgte die Ausstrahlung nach Übersee vorerst über den Völkerbundsender Prangins, bevor 1939 der eigene, spezifisch für den Kurzwellendienst erschaffene Sender Schwarzenburg (Bern) eingeweiht wurde. Schrittweise kamen weitere Standorte hinzu. Zunächst wurden Sendungen in den Landessprachen Deutsch, Französisch und Italienisch aus dem Inlandsprogramm ausgestrahlt. SRI baute sein Programm aus und produzierte bald eigene Inhalte. Die Fremdsprachensendungen wurden mit der Zeit um die Sprachen Englisch und Arabisch erweitert, später kamen Romanisch, Spanisch, Portugiesisch und Esperanto dazu. Zielgruppen der Programme waren die gegen Ende des 20. Jahrhunderts auf rund 570'000 angestiegene Zahl an Auslandsschweizern (die sogenannte «Fünfte Schweiz») und an der Schweiz interessierte Hörer im Ausland. Die Programme wurden über Kurzwelle von Sendeanlagen in Schwarzenburg (ab 1939), Beromünster, Sottens (ab 1972), Sarnen und Lenk ausgestrahlt.
Seine «goldene Phase» hatte SRI in der Nachkriegszeit und insbesondere während des Kalten Krieges. 1964, nachdem der vielsprachige SRG-Dienst im Kalten Krieg wesentlich an politischer Bedeutung gewann, wurde die Finanzierung auch erstmals von Seiten des Bundes unterstützt. Dies hielt an, bis Auslandssender mit dem Aufkommen des Internets langsam an Bedeutung verloren. Bereits in den späten1980er-Jahren begann sich der Abschied von der Kurzwelle abzuzeichnen, dies aufgrund politischer Veränderungen und technologischer Entwicklungen, wie eben dem Internet.
Im Jahr 2001 wurde beschlossen, sich von der Kurzwelle als Informationsmedium zu trennen. Die Zukunft liege beim Internet und dem Satellitenradio. Der Betrieb von Kurzwellenrundfunk sei zu unwirtschaftlich und technisch überholt. Dieser Ansicht schloss sich zum Beispiel auch Österreich an, das 2003 seinen Auslandsdienst Radio Österreich International unter grossem Protest der Hörer einstellte. Einige grössere Auslandssender, wie zum Beispiel der BBC World Service, stellten kurze Zeit danach ebenfalls Kurzwellensendungen für die Zielgebiete Europa und Nordamerika ein. Es zeigte sich jedoch, dass viele ehemalige Hörer nicht auf das Internet als Informationsmedium wechselten. So bot das Internet nicht die Flexibilität eines Transistorradios, das ohne grossen technischen Aufwand an jedem Ort betrieben werden konnte. Auch waren die Einwahl-Kosten und Flatrates deutlich teurer, als der Betrieb eines Radios.
Mit der Einstellung von Schweizer Radio International am 30. Oktober 2004 wurde fortan das Internetangebot www.swissinfo.org (seit 2014 SWI swissinfo.ch) eingesetzt und stetig ausgebaut. So bietet diese Internetpräsenz inzwischen Informationen in deutscher, französischer, italienischer, englischer, russischer, arabischer, chinesischer, japanischer, portugiesischer und spanischer Sprache an.
Im Gegensatz zum Beispiel in der Schweiz, hatten die internationalen Radiosender manch anderer Länder oder Gebiete (u. a. Deutschland, Frankreich, China, Grossbritannien, USA, Vatikan) noch länger Bestand, existieren teilweise sogar bis heute (Stand 2025). So beispielsweise Radio Vatikan, BBC World Service, Deutsche Welle und Radio France Internationale (RFI).
Liste der SRI-Direktoren:
- Paul Borsinger (Gründer, 1934–1960)
- Gerd H. Padel (1961–1964)
- Joël Curchod (1965–1987)
- Roy Oppenheim (1990–1992)
- Ulrich Kündig (1993–1998)
- Nicolas Lombard (1999–2004)
- Beat Witschi (ab 2005 / swissinfo)

## Programm
Frequenz
Im europäischen Raum waren hauptsächlich die Frequenzen 3.985, 6.165, 9.539 und 12.030 MHz im Einsatz, wobei 6.165 zur Stammfrequenz wurde. 1992 folgte erstmals die Ausstrahlung des Kurzwellendienstes via Satellit.
Allgemein
Über den Tag verteilt, wurden Sendungen aller öffentlichen Inlandssender der Schweiz auf Kurzwelle übernommen: Vormittags französische, nachmittags italienische und ab dem frühen Abend deutschsprachige Sendungen. Unter anderem wurde das Echo der Zeit von Schweizer Radio DRS live integriert. Hinzu kamen eigene Produktionen von SRI am Morgen, Mittag und Abend in allen Landessprachen sowie in Englisch mit einer Dauer von jeweils 30 Minuten.
Vielfalt & Relevanz
Die Belebung des Zugehörigkeitsempfindens der Auslandschweizer war sowohl ein emotionales Anliegen als auch mit dem Ziel verbunden, die Geistige Landesverteidigung zu stärken. Schon 1934 begannen die Sendungen des KWD damit, die Feierlichkeiten am 1. August zu übertragen. 1941, anlässlich des 650-jährigen Bestandes der Schweizerischen Eidgenossenschaft, wurde viel Aufwand in die weltweite Ausstrahlung der dreitägigen Feierlichkeiten in Schwyz investiert – die Dauer der Veranstaltung belief sich auf insgesamt rund 40 Stunden.
Vor allem in Kriegszeiten wuchs der Wunsch nach Neuigkeiten von neutraler Seite her, weshalb 1940 die Sendung Chronik der Tagesereignisse ins Leben gerufen wurde. Dass sich hinter dem Sender und somit seines Programms zu gewissen Teilen auch ein politischer Zweck befand – der ihm vom Bund übergebene Auftrag lautete, die Beachtung der Schweiz im Ausland voranzutreiben – spiegelte sich in einigen Sendungen wider. So kam es zum Beispiel vor, dass Psychologen über die Bedeutung der Berge sprachen oder Max Frisch darüber berichtete, was es hiess, «Schweizer zu sein». Gerade in den Anfängen des Senders, als der Zweite Weltkrieg wütete (oder später auch während des Kalten Krieges) diente Schweizer Radio International nicht bloss der Zurschaustellung des Landes – sondern war insbesondere aufgrund der neutralen und humanitären Haltung weltweit sehr geschätzt.
«Seit 40 Jahren höre ich Ihre Radiostation, aber auch andere Sender. Ich sass dafür im Gefängnis wie viele meiner Landsleute. Ich wage erst heute, Ihnen zu schreiben, nachdem auch Gorbatschov zugegeben hat, dass er westliches Radio hört. Dies ist mein erster, wahrscheinlich auch mein letzter Brief. Ich danke Ihnen von ganzem Herzen für die unschätzbare Unterstützung, die Sie uns während Jahrzehnten zukommen liessen.» (Einer von über 35'000 Briefen, die das SRI jährlich erhielt)
Anfang 50er-Jahre umfasste das Programm rund 40 Stunden Sendezeit pro Tag, ausgestrahlt in alle vier Himmelsrichtungen. Der Sender folgte klaren Richtlinien – so sollten die Nachrichten kompakt und objektiv sein.
Die politische sowie multikulturelle Relevanz des Programms zeigte sich immer wieder in der vielseitigen Zusammenstellung der Gäste. Diese reichte von General Guisan über PLO-Chef Jassir Arafat (im Gespräch mit einem arabischen Journalisten des SRI), Nelson Mandela (vor dem Mikrofon eines Journalisten des deutschsprachigen Redaktionsteams), mehreren Bundespräsidenten, Historikern (wie bspw. Jean-Rodolphe von Salis), Schriftsteller wie Friedrich Dürrenmatt oder eben Max Frisch, Louis Armstrong, Bandmitgliedern von Deep Purple... Insgesamt war SRI also sehr facettenreich unterwegs.
Ende 20. Jahrhundert, während die Kurzwellensendungen schrittweise abgebaut wurden, herrschte beim SRI Umbruchstimmung – so startete 1994 zum Beispiel ein Satellitenprogramm in englischer Sprache und 1997 kamen Radio-Spartenprogramme hinzu, die das bisherige Angebot ergänzten und zudem das Sortiment des (1998 eingestellten) Telefonrundspruchs ablösen sollten (2007 gab es da allerdings eine Wiederangliederung an Radio DRS).
Sprachentwicklung
- Ab 1941 wurde das bis dahin auf die Landessprachen konzentrierte Programm um Sendungen in Englisch, Spanisch und Portugiesisch erweitert.
- Im Kalten Krieg gab es hauptsächlich Ausstrahlungen in deutscher, französischer, italienischer, englischer, portugiesischer und spanischer Sprache.[4]
- 1963 kam im Anschluss an den Aufbau der ersten SRG-eigenen internationalen Nachrichtenredaktion aber auch noch das Senden in Arabisch hinzu.[1] Ende der 60er-Jahre – wohl auch um während des Kalten Krieges ein bisschen «heile Welt» zu simulieren – wurde eine arabische Hörspielfassung von «Heidi» ausgestrahlt, in 26 Teilen à je 15 Minuten.[11]
- 1978 umfasste der Tagesüberblick bei SRI total 70 Programmstunden in somit insgesamt sieben Sprachen, was den Sender nebst Angeboten aus den USA, England, Frankreich oder Deutschland zu einem der bedeutendsten Radiostationen weltweit machte.[12]
- Nachdem die Beschränkung von SRI auf Kurzwelle 1991 durch einen neuen Rundfunkentscheid aufgehoben wurde, folgten Rund-um-die-Uhr-Programme über Satellit in den verschiedenen Landessprachen und Englisch. Diese waren so strukturiert, dass zur vollen Stunde die Nachrichten gesendet wurden, zur halben Stunde jeweils Reportagen / Berichte. Auch normale englische Kurzwellensendungen wurden in das Satellitenprogramm mitaufgenommen.[7]
- Im April 2004, rund ein halbes Jahr bevor SRI ganz verstummte, wurde zum letzten Mal in englischer Sprache gesendet.[10]

Bekanntheit und Reichweite
Ab 1939, zur Zeit des Zweiten Weltkriegs, hatte SRI eine ganz besondere Verantwortung. Journalist René Payot und Historiker Jean-Rodolphe von Salis wurden mit ihren Sendungen damals zur wohl einzigen «freien» Stimme Kontinentaleuropas.
Während des Kalten Krieges konnte sich SRI, in der Rolle des neutralen Schweizer Sprachrohrs, im europäischen Raum stark positionieren und erreichte mit seinem Kurzwellenprogramm zwischen fünf und zehn Millionen Zuhörer. Da die Schweiz zudem keine Kolonialmachtvergangenheit besass, kam dem Sender auch in vielen asiatischen, afrikanischen oder lateinamerikanischen Regionen grosse Aufmerksam zuteil. In solchen Ländern waren internationale Radiostationen oftmals die einzige Informationsquelle. Was den afrikanischen Raum angeht, so haben Analysen im Anschluss an den Golfkrieg gezeigt, dass die Stimme von SRI gerade in der Region Maghreb oder Ländern wie Ägypten, Israel, Jordanien und dem Libanon durchaus registriert wurde.
Gemäss späteren Umfragen des Internationalen Kurzwellen-Clubs sowie in den USA (in den 60er/70er-Jahren), galt SRI – knapp hinter populären amerikanischen, britischen, französischen oder deutschen Sendern – als eine der meistgehörten und hochgeachtetsten Radiostationen.

## Weiteres
Besonderheiten
Nebst dem Programm auf Kurzwelle, gab es einen Transkriptions-Dienst, im Rahmen dessen Sendungen auf Datenträgern der gängigen Medienformate (Kassette, danach CD) festgehalten und weltweit von anderen Radiostationen weiterverbreitet wurden. Ausserdem existierte ein Fernseh-Magazin mit dem Namen Swiss World, welches von TV-Ketten auf der ganzen Welt ausgestrahlt wurde. Als Auslandschweizer ab 1992 schliesslich per Brief an Wahlen und Abstimmungen in der Schweiz teilnehmen durften, wurden als Dienstleistung zudem spezifisch Abstimmungs-Kassetten oder -CDs hergestellt.
Im Zeitraum von 1957 bis 1967 bekam der Musikwissenschaftler Fritz Dür vom SRI den Auftrag, eine Auswahl an Schweizer Volks- und Unterhaltungsmusik des KWD / SRI zusammenzutragen. Daraus ergab sich – sozusagen als musikalische Visitenkarte der Schweiz – eine Sammlung aus rund 8'000 Tonbändern, die heute unter dem Namen Sammlung Dür als Kulturerbe erhalten ist und vermittelt wird. In Zusammenarbeit mit dem Nationalfonds-Forschungsprojekt Broadcasting Swissness (als Teil laufender Projekte von SRF-Radio), erfolgte von 2013 bis 2014 die Stück-Auswahl, Digitalisierung sowie Katalogisierung durch Memoriav.
Rückblickend fasziniert der KWD (später SRI) vor allem dadurch, dass die Hauptzielgruppe des Dienstes im Ausland lag, wodurch sich der Sender auf andere Weise mit Ereignissen beschäftigt hat, als die lokalen Medien dies taten. Die erhalten gebliebenen Unterlagen sind für Historiker daher umso wertvoller, weil es sich beim KWD/SRI um das einzige Schweizer Medium aus dem Informationsbereich handelt, welches in Kriegszeiten in Richtung Ausland berichtet und vermittelt hat. Die Tages-Chroniken des KWD stellten zudem erstmals Informationsberichte dar, welche direkt aus der Feder einer Radioredaktion stammten. Grundsätzlich wurden Nachrichten-Bulletins zur damaligen Zeit von Journalisten der Schweizerischen Depeschenagentur (sda) entworfen, welche wiederum von den damaligen Zeitungsverlagen geprüft wurden. Während des Krieges gab es auch in der Schweiz eine Presse-Zensur, Journalisten waren dadurch somit nicht vollumfänglich frei darin, was sie schreiben wollten.